# Caccia alle mosche (film 1993)
Caccia alle mosche è un film del 1993, diretto da Angelo Longoni.

## Trama
Per vari crimini commessi nel passato, Rocco conduce una vita di fuga dalla polizia ma, al tempo stesso, riesce ad affrontare tutto grazie alla sua ancora di salvezza Anna, la quale gli offre riparo nella sua casa. Il rapporto tra i due è segnato, però, da sentimenti di passione e di gelosia, ma anche dalla paura e dalla insofferenza dati da una vita turbolenta. Ad intromettersi nella loro burrascosa vita è Daniele, un giovane attore che si innamora di Anna, il quale scoprirà in seguito la sua relazione con Rocco. Nel frattempo, per una serie di equivoci, a complicare la situazione, arriva il serial killer Max, che seguendo Daniele viene a conoscenza della relazione tra Anna e Rocco; una relazione destinata a troncarsi a causa della storia nata tra la donna e il giovane attore. Purtroppo anche questa relazione verrà trascinata nella stessa situazione di prigionia e di fuga, vissuta da Anna nella precedente storia d'amore, complicando la vita della coppia.

## Premi e riconoscimenti
- Noir in Festival 1993: Premio Mystery alla miglior attrice (Giulia Fossà)